# Marie Louis Georges Colomb
Marie Louis Georges Colomb, también conocido bajo el pseudónimo Christophe ( Lure, 25 de mayo de 1856 - Nyons, 3 de enero de 1945) fue uno de los primeros grandes historietistas franceses, junto a Caran d'Ache. Gran observador de la sociedad, creó personajes como el sabio Cosinus, el sapeur Camember, La Familia Fenouillard y los elfos Plick y Plock.
El texto de sus obras se caracterizó por un vocabulario extremadamente elevado, y asimismo rico en alusiones culturales, literarias, históricas y geográficas, así como científicas. El juego de palabras es tan sutil al servicio de un humor a veces ridículo, como en Plick y Plock, a veces satírico (La Familia Fenouillard), irónico, pero todavía suave.
La notoriedad de sus planchas no hace olvidar que participó plenamente en la vida de su tiempo. Amigo de Jean Jaurès, de Baudrillard, de Tristan Bernard, también fue un botánico de renombre y pedagogo moralista, y dio clases particulares a los hijos de Dreyfus en la época del famoso caso.

## Biografía

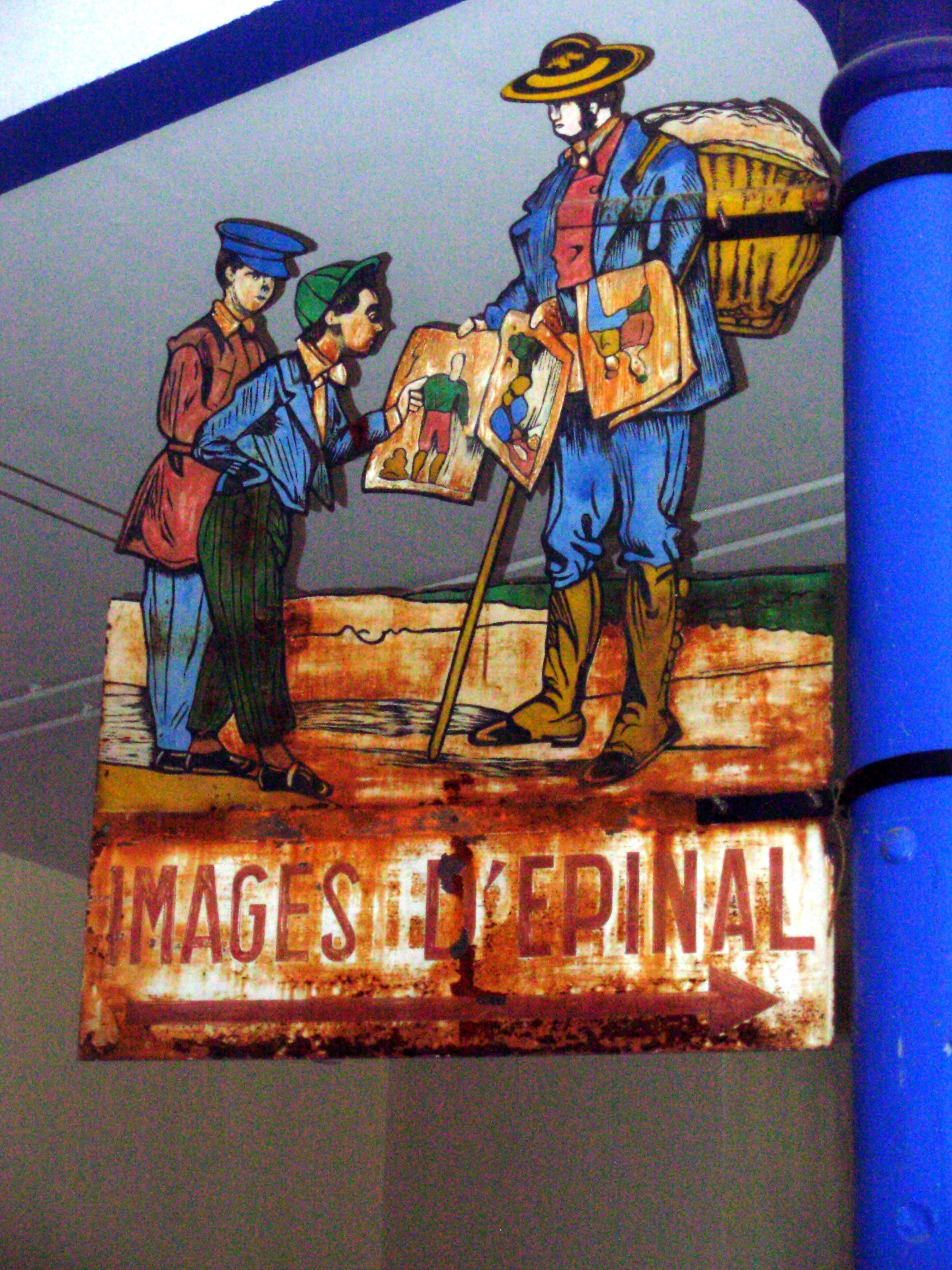
Ilustración indicando la dirección de la "Imaginería de Épinal", que inspiró a Colomb.

Hijo del director de la universidad de su ciudad, Eugène Nicolas Colomb fue el cuarto hijo de la familia. Estudió en Besançon. El ambiente de su infancia le inspiró más tarde, los decorados de Sapeur Camember. Fue Bachiller en letras a los 16 años, de Ciencias a los 18, se integra a la Escuela Normal Superior de París de la calle de Ulm, en 1878, donde obtendrá su licenciatura en Matemática, de Ciencias Físicas y luego de Ciencias naturales (entre sus compañeros estaba Henri Bergson). Recibido, se casa con Hélène Jacquet en 1882 y enseña ciencias naturales en el futuro Liceo Condorcet donde se contaba entre sus jóvenes estudiantes a Marcel Proust. En 1884, fue nombrado profesor en el Liceo Faidherbe de Lille, y la ciudad fue una fuerte inspiración para la familia Fenouillard. Obtuvo su doctorado de ciencias en 1887.
Asimismo, complementó sus ingresos mediante la elaboración en diversos periódicos y comenzó a publicar en 1889 las primeras historietas de la familia Fenouillard, lo que no agradó a sus superiores. Continuó sus publicaciones bajo el seudónimo de Christophe (en referencia a Christophe Colomb).
De vuelta a París, será nombrado maestro de conferencias en La Sorbona, donde terminó su carrera siendo director adjunto del Laboratorio de Botánica. Fue autor de muchos libros de texto de botánica como de zoología.
Un maestro incansable, dio clases en el Colegio Sévigné de París hasta sus 70 años.
Durante la Segunda Guerra Mundial, se refugió con su familia en la zona sur de Francia. Murió de una obstrucción intestinal, y fue sepultado en Asnières.

## Obras
Obra cómica
- 1887 los primeros dibujos en revistas para niños
- En la revista le Petit Français illustré:
  - La Famille Fenouillard, 53 entre publicaciones seriadas del 31 de agosto de 1889 y el 24 de junio de 1893
  - Las travesuras de "sapeur Camember", 55 publicaciones entre el 4 de enero de 1890 y el 12 de septiembre de 1896
  - La idea fija del "sabio Cosinus", 62 publicaciones entre el 9 de diciembre de 1893 y el 23 de noviembre de 1899, que contiene su célebre invención la "Anémélectroreculpédalicoupeventombrosoparacloucycle"
  - Plick y Plock, 55 revistas en 10 años entre 1893 y 1904.
  - El barón de Cramoisy (obra sin terminar)

El lector curioso dará cuenta de la neutralización y la secularización de sus álbumes ; Artémise y Cunégonde, las dos niñas Fenouillard, se casan en la iglesia: se les ve de rodillas, con la parte suiza de ellos. El sapeur Camember sale de una iglesia (que bien podría ser un templo protestante) del brazo de la alsaciana Victoire mas, cuando se trata del sabio Cosinus, su (falso) funeral era de carácter exclusivamente civil, como fue su matrimonio al final del libro (aún no era la señora Belazor viuda y no divorciada).
Christophe también ilustró de manera muy espiritual historias locas donde no era el autor: El Triunfo de Bibulus, Los Tres Milagros de Osiris y El Legado de la prima Agatías, multiplicando los anacronismos deliciosos. (Cuentos antiguos:textos de Ch. Normand, ornementaciones por Ruty, 1893, Armand Colin Editor. Numerosas reediciones)
Crónicas escritas
- Ric et Rac
- Le Petit Français illustré
- Le Jura Français
- Bibliothèque du Petit français

Obra teatral
- con Pierre Humble: El matrimonio del sabio Cosinus, pieza en tres actos. 1928

Otros
Maestro, que generaciones de estudiantes interesados por los métodos donde la duda, la capacidad de análisis, pensamiento crítico ocupa un lugar importante. Era apasionado por la investigación y la educación moderna, al introducir el diseño y las ilustraciones.
Fue publicado por editorial Armand Colin, más de 30 libros de educación, de ciencia popular, y de preparación de exámenes
- "Lecciones de Cosas en 650 grabados (Leçons de Choses en 650 gravures", obra traducida en el extranjero
- Obras pedagógicas destinadas a los futuros profesores,
- Obras pedagógicas destinadas a alumnos del secundario
- Obras, con su mano izquierda, sobre la Guerra de las Galias.

Varios
- conversaciones sobre la ciencia popular en Radio-Paris
- Consultar La familia Fenouillard
- Consultar La idea fija del sabio Cosinus
- Consultar Los chistes del Sapeur Camember
- Consulter Los trucos de Plick y Plock

## Legado

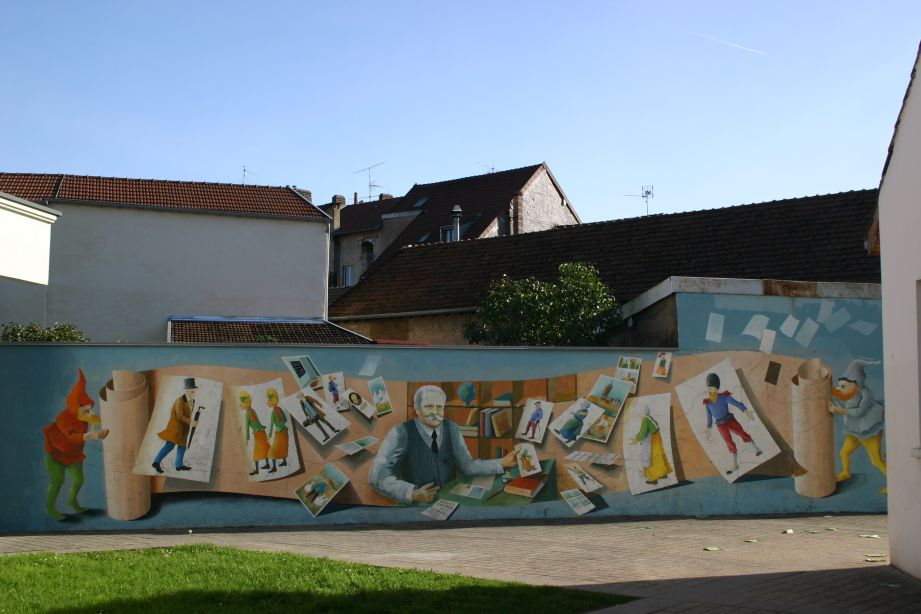
Muro de honor en la ciudad de Lure.

- Las obras de Christophe publicadas por Armand Colin se pueden obtener hoy en día de esa editorial, que ha realizado varios facsímiles de las versiones originales.

Son estas obras: Les aventures du Sapeur Camember, La Famille Fenouillard & L'Idée fixe du Savant Cosinus fueron publicadas originalmente en el periódico Le Petit Français illustré. La publicación en forma de libro en formato italiano obligó al autor a reelaborar sus obras: nuevo diseño, añadiendo o eliminando ciertas tablas, cambiando el orden de los episodios, de reescribir los textos para dar a todos la uniformidad y la coherencia que a menudo falta en el periódico.
- Christophe, Le Baron de Cramoisy, La Famille Fenouillard (inéditos), Histoires en images, Ombres, jeux et découpages rassemblés par François Kéradec LES MAITRES DE LA BANDE DESSINÉE, 1981120 pages 24×32, Ed. Pierre Horay, ISBN 2-7058-0109-X

- Biografía de Christophe por François Caradec, con prefacio de Raymond Queneau. Grasset, 1956. Reedición de Pierre Horay ed. 1981 Colección Les Singuliers